# Kalletal
Kalletal település Németországban, azon belül Észak-Rajna-Vesztfália tartományban. Lakosainak száma 13 391 fő (2023. december 31.). Kalletal Extertal, Dörentrup, Lemgo, Vlotho és Porta Westfalica községekkel határos.

## Népesség
A település népességének változása:
| Lakosok száma | 14 622 | 13 638 | 13 605 | 13 223 | 13 401 | 13 391 |
|               | 1975   | 2017   | 2019   | 2021   | 2022   | 2023   |